# Ercheia prominens
Ercheia prominens là một loài bướm đêm trong họ Noctuidae.